# Mie Augustesen
Mie Augustesen (* 19. Juli 1988 in Vejle, Dänemark) ist eine ehemalige dänische Handballspielerin.

## Karriere
Augustesen begann im Jahre 1994 das Handballspielen beim dänischen Verein Daugård IF. Nachdem die Außenspielerin von 2000 bis 2004 für Vejle/Bredballe aktiv gewesen war, schloss sie sich Randers HK an. Mit Randers gewann sie 2010 den EHF-Pokal und 2012 die dänische Meisterschaft. Im Sommer 2012 unterschrieb sie einen Vertrag beim deutschen Bundesligisten Thüringer HC. Mit dem THC gewann sie 2013 die Meisterschaft und den DHB-Pokal. Im Sommer 2013 kehrte sie aus privaten Gründen nach Dänemark zurück. Hier lief sie in der Saison 2013/14 für København Håndbold auf. Daraufhin wollte Augustesen eigentlich ihre Karriere beenden, jedoch entschied sie sich im August 2014 ihre Laufbahn bei FC Midtjylland Håndbold fortzusetzen, der sich im Jahre 2018 in Herning-Ikast Håndbold umbenannte. Mit FCM gewann sie 2015 die dänische Meisterschaft, 2014 und 2015 den dänischen Pokal sowie 2015 den Europapokal der Pokalsieger. Nach der Saison 2018/19 beendete sie ihre Karriere.
Augustesen bestritt 80 Länderspiele für die dänische Frauen-Handballnationalmannschaft, in denen sie 262 Treffer erzielte. Mit Dänemark belegte sie bei der Europameisterschaft 2010 den vierten Platz und wurde am Turnierende in das Allstar-Team der EM gewählt. Weiterhin nahm sie an der Europameisterschaft 2012 teil.
Mit den dänischen Jugendauswahlmannschaften gewann Augustesen bei der U-17-Europameisterschaft 2005, der U-18-Weltmeisterschaft 2006 und der U-19-Europameisterschaft 2007 jeweils die Goldmedaille.